# Vekara, Nystad
Vekara med Saamkari är en ö i Finland. Den ligger i Bottenhavet och i kommunen Nystad i den ekonomiska regionen  Nystadsregionen i landskapet Egentliga Finland, i den sydvästra delen av landet. Ön ligger omkring 80 kilometer nordväst om Åbo och omkring 230 kilometer väster om Helsingfors.
Öns area är 1,35 kvadratkilometer och dess största längd är 2,6 kilometer i sydöst-nordvästlig riktning. Ön höjer sig omkring 10 meter över havsytan.

## Sammansmälta delöar
- Vekara 60°50′41″N 21°00′58″Ö / 60.84473°N 21.0161°Ö
- Saamkari 60°50′12″N 21°02′02″Ö / 60.83653°N 21.03389°Ö

## Klimat
Inlandsklimat råder i trakten. Årsmedeltemperaturen i trakten är 5 °C. Den varmaste månaden är augusti, då medeltemperaturen är 16 °C, och den kallaste är januari, med −4 °C.